# Vanilla poitaei
Vanilla poitaei är en orkidéart som beskrevs av Heinrich Gustav Reichenbach. Vanilla poitaei ingår i släktet Vanilla och familjen orkidéer. Inga underarter finns listade i Catalogue of Life.